# Presidente pro tempore del Senato degli Stati Uniti
Il Presidente pro tempore del Senato degli Stati Uniti (in inglese: President pro tempore of the United States Senate), spesso abbreviato in Presidente pro tempore (President pro tempore) è la seconda carica più importante del Senato. Il vicepresidente degli Stati Uniti d'America è, ex-officio, il Presidente del Senato; in sua mancanza presiede l'assemblea il Presidente pro tempore; in mancanza sia del Vicepresidente degli Stati Uniti d'America, sia del Presidente pro tempore, il Senato è presieduto da un senatore che ha ricevuto apposita delega dal presidente pro tempore. 
Il presidente pro tempore è eletto dal Senato nel suo insieme, solitamente tramite una risoluzione che viene adottata all'unanimità senza un voto formale. La Costituzione non specifica chi può ricoprire questa posizione, ma il Senato ha sempre eletto uno dei suoi membri attuali. A differenza del Vicepresidente degli Stati Uniti d'America, il presidente pro tempore non può esprimere un voto decisivo quando il Senato è equamente diviso. Il Presidente pro tempore ha goduto di molti privilegi e di alcuni poteri limitati.
Il presidente pro tempore del Senato degli Stati Uniti è eletto dal Senato tra i propri membri. Generalmente l'elezione non è contendibile ed è solo una mera formalità. Infatti, la consuetudine vuole che venga designato il senatore del partito di maggioranza più anziano per elezione. La nomina quindi avviene con risoluzione adottata per consenso unanime dal Senato, senza che si proceda ad alcuna votazione formale.
Occupa la terza posizione nella linea di successione della presidenza degli Stati Uniti d'America dopo il Vicepresidente degli Stati Uniti d'America e lo Speaker della Camera dei Rappresentanti.
L'atturale Presidente pro tempore è il senatore repubblicano per lo stato dell'Iowa Chuck Grassley, eletto il 3 gennaio 2025.

## Lista dei presidentipro tempore
| Congressi          | Presidente pro tempore | Presidente pro tempore | Partito                                                                                         | Home State                      | Mandato | Vicepresidente degli Stati Uniti |
| ------------------ | --- | ---------------------- | ----------------------------------------------------------------------------------------------- | ------------------------------- | --- | --- |
| 1° (1789 – 1791)   | | John Langdon           | Pro-Amministrazione                                                                             | New Hampshire                   | 6 aprile 1789 – 21 aprile 1789 7 agosto 1789 – 9 agosto 1789                                                                                                 | John Adams |
| 2° (1791 – 1793)   | | Richard Henry Lee      | Anti-Amministrazione                                                                            | Virginia                        | 18 aprile 1792 – 8 ottobre 1792 | John Adams |
| 2° (1791 – 1793)   | | John Langdon           | Pro-Amministrazione                                                                             | New Hampshire                   | 5 novembre 1792 – 4 dicembre 1792 | John Adams |
| 3° (1793 – 1795)   | 4 marzo 1793 – 2 dicembre 1793 | John Langdon           | Pro-Amministrazione                                                                             | New Hampshire                   | | John Adams |
| 3° (1793 – 1795)   | | Ralph Izard            | Pro-Amministrazione                                                                             | Carolina del Sud                | 31 maggio 1794 – 9 novembre 1794 | John Adams |
| 3° (1793 – 1795)   | | Henry Tazewell         | Anti-Amministrazione                                                                            | Virginia                        | 20 febbraio 1795 – 3 marzo 1795 | John Adams |
| 4° (1795 – 1797)   | Democratico-Repubblicano | Henry Tazewell         | 4 marzo 1795 – 7 giugno 1795                                                                    | Virginia                        | | John Adams |
| 4° (1795 – 1797)   | | Samuel Livermore       | Federalista                                                                                     | New Hampshire                   | 6 maggio 1796 – 4 dicembre 1796 | John Adams |
| 4° (1795 – 1797)   | | William Bingham        | Federalista                                                                                     | Pennsylvania                    | 16 febbraio 1797 – 4 marzo 1797 | John Adams |
| 5° (1797 – 1799)   | 4 marzo 1797 – 6 luglio 1797 | William Bingham        | Federalista                                                                                     | Pennsylvania                    | Thomas Jefferson | |
| 5° (1797 – 1799)   | | William Bradford       | Federalista                                                                                     | Rhode Island                    | Thomas Jefferson | 6 luglio 1797 – ottobre 1797 |
| 5° (1797 – 1799)   | | Jacob Read             | Federalista                                                                                     | Carolina del Sud                | Thomas Jefferson | 22 novembre 1797 – 12 dicembre 1797 |
| 5° (1797 – 1799)   | | Theodore Sedgwick      | Federalista                                                                                     | Massachusetts                   | Thomas Jefferson | 27 giugno 1798 – 5 dicembre 1798 |
| 5° (1797 – 1799)   | | John Laurance          | Federalista                                                                                     | New York                        | Thomas Jefferson | 6 dicembre 1798 – 27 dicembre 1798 |
| 5° (1797 – 1799)   | | James Ross             | Federalista                                                                                     | Pennsylvania                    | Thomas Jefferson | 1º marzo 1799 – 4 marzo 1799 |
| 6° (1799 – 1801)   | 4 marzo 1799 – 1º dicembre 1799 | James Ross             | Federalista                                                                                     | Pennsylvania                    | Thomas Jefferson | |
| 6° (1799 – 1801)   | | Samuel Livermore       | Federalista                                                                                     | New Hampshire                   | Thomas Jefferson | 2 dicembre 1799 – 29 dicembre 1799 |
| 6° (1799 – 1801)   | | Uriah Tracy            | Federalista                                                                                     | Connecticut                     | Thomas Jefferson | 14 maggio 1800 – 16 novembre 1800 |
| 6° (1799 – 1801)   | | John E. Howard         | Federalista                                                                                     | Maryland                        | Thomas Jefferson | 21 novembre 1800 – 27 novembre 1800 |
| 6° (1799 – 1801)   | | James Hillhouse        | Federalista                                                                                     | Connecticut                     | Thomas Jefferson | 28 febbraio 1801 – 4 marzo 1801 |
| 7° (1801 – 1803)   | | Abraham Baldwin        | Democratico-Repubblicano                                                                        | Georgia                         | 7 dicembre 1801 – 14 gennaio 1802 17 aprile 1802 – 13 dicembre 1802                                                                                          | Aaron Burr |
| 7° (1801 – 1803)   | | Stephen R. Bradley     | Democratico-Repubblicano                                                                        | Vermont                         | 14 dicembre 1802 – 18 gennaio 1803 25 febbraio 1803 2 marzo 1803 – 4 marzo 1803                                                                              | Aaron Burr |
| 8° (1803 – 1805)   | 4 marzo 1803 – 16 ottobre 1803 | Stephen R. Bradley     | Democratico-Repubblicano                                                                        | Vermont                         | | Aaron Burr |
| 8° (1803 – 1805)   | | John Brown             | Democratico-Repubblicano                                                                        | Kentucky                        | 16 ottobre 1803 – 6 dicembre 1803 23 gennaio 1804 – 26 febbraio 1804                                                                                         | Aaron Burr |
| 8° (1803 – 1805)   | | Jesse Franklin         | Democratico-Repubblicano                                                                        | Carolina del Nord               | 10 marzo 1804 – 4 novembre 1804 | George Clinton |
| 8° (1803 – 1805)   | | Joseph Anderson        | Democratico-Repubblicano                                                                        | Tennessee                       | 15 gennaio 1805 – 3 febbraio 1805 28 febbraio 1805 2 marzo 1805 – 4 marzo 1805                                                                               | George Clinton |
| 9° (1805 – 1807)   | | Samuel Smith           | Democratico-Repubblicano                                                                        | Maryland                        | 2 dicembre 1805 – 15 dicembre 1805 18 marzo 1806 – 30 novembre 1806 2 marzo 1807 – 4 marzo 1807                                                              | George Clinton |
| 10° (1807 – 1809)  | 4 marzo 1807 – 25 ottobre 1807 16 aprile 1808 – 6 novembre 1808 | Samuel Smith           | Democratico-Repubblicano                                                                        | Maryland                        | | George Clinton |
| 10° (1807 – 1809)  | | Stephen R. Bradley     | Democratico-Repubblicano                                                                        | Vermont                         | 28 dicembre 1808 – 8 gennaio 1809 | George Clinton |
| 10° (1807 – 1809)  | | John Milledge          | Democratico-Repubblicano                                                                        | Georgia                         | 30 gennaio 1809 – 4 marzo 1809 | George Clinton |
| 11° (1809 - 1811)  | 4 marzo 1809 – 21 maggio 1809 | John Milledge          | Democratico-Repubblicano                                                                        | Georgia                         | | George Clinton |
| 11° (1809 - 1811)  | | Andrew Gregg           | Democratico-Repubblicano                                                                        | Pennsylvania                    | 26 giugno 1809 – 18 dicembre 1809 | George Clinton |
| 11° (1809 - 1811)  | | John Gaillard          | Democratico-Repubblicano                                                                        | Carolina del Sud                | 28 febbraio 1810 – 2 marzo 1810 17 aprile 1810 – 11 dicembre 1810                                                                                            | George Clinton |
| 11° (1809 - 1811)  | | John Pope              | Democratico-Repubblicano                                                                        | Kentucky                        | 23 febbraio 1811 – 4 marzo 1811 | George Clinton |
| 12° (1811 – 1813)  | 4 marzo 1811 – 3 novembre 1811 | John Pope              | Democratico-Repubblicano                                                                        | Kentucky                        | | George Clinton |
| 12° (1811 – 1813)  | | William H. Crawford    | Democratico-Repubblicano                                                                        | Georgia                         | 24 marzo 1812 – 4 marzo 1813 | Sede vacante |
| 13° (1813 – 1815)  | 4 marzo 1813 – 23 marzo 1813 | William H. Crawford    | Democratico-Repubblicano                                                                        | Georgia                         | Elbridge Gerry | |
| 13° (1813 – 1815)  | | Joseph B. Varnum       | Democratico-Repubblicano                                                                        | Massachusetts                   | Elbridge Gerry | 6 dicembre 1813 – 3 febbraio 1814 |
| 13° (1813 – 1815)  | | John Gaillard          | Democratico-Repubblicano                                                                        | Carolina del Sud                | 25 novembre 1814 – 4 marzo 1815 | Sede vacante |
| 14° (1815 – 1817)  | 4 marzo 1815 – 4 marzo 1817 | John Gaillard          | Democratico-Repubblicano                                                                        | Carolina del Sud                | | Sede vacante |
| 15° (1817 – 1819)  | 4 marzo 1817 6 marzo 1817 – 18 febbraio 1818 31 marzo 1818 - 5 gennaio 1819 | John Gaillard          | Democratico-Repubblicano                                                                        | Carolina del Sud                | Daniel D. Tompkins | |
| 15° (1817 – 1819)  | | James Barbour          | Democratico-Repubblicano                                                                        | Virginia                        | Daniel D. Tompkins | 15 febbraio 1819 – 4 marzo 1819 |
| 16° (1819 – 1821)  | 4 marzo 1819 – 26 dicembre 1819 | James Barbour          | Democratico-Repubblicano                                                                        | Virginia                        | Daniel D. Tompkins | |
| 16° (1819 – 1821)  | | John Gaillard          | Democratico-Repubblicano                                                                        | Carolina del Sud                | Daniel D. Tompkins | 25 gennaio 1820 – 4 marzo 1821 |
| 17° (1821 – 1823)  | 4 marzo 1821 – 27 dicembre 1821 1º febbraio 1822 – 2 dicembre 1822 19 febbraio 1823 – 4 marzo 1823 | John Gaillard          | Democratico-Repubblicano                                                                        | Carolina del Sud                | Daniel D. Tompkins | |
| 18° (1823 – 1825)  | 4 marzo 1823 – 20 gennaio 1824 21 maggio 1824 – 3 marzo 1825 | John Gaillard          | Democratico-Repubblicano                                                                        | Carolina del Sud                | Daniel D. Tompkins | |
| 19° (1825 – 1827)  | 9 marzo 1825 – 4 dicembre 1825 | John Gaillard          | Democratico-Repubblicano                                                                        | Carolina del Sud                | John Calhoun | |
| 19° (1825 – 1827)  | | Nathaniel Macon        | Democratico-Repubblicano                                                                        | Carolina del Nord               | John Calhoun | 20 maggio 1826 – 3 dicembre 1826 2 gennaio 1827 – 13 febbraio 1827 2 marzo 1827 – 4 marzo 1827                                                      |
| 20° (1827 – 1829)  | 4 marzo 1827 - 2 dicembre 1827 | Nathaniel Macon        | Democratico-Repubblicano                                                                        | Carolina del Nord               | John Calhoun | |
| 20° (1827 – 1829)  | | Samuel Smith           | Jacksonian                                                                                      | Maryland                        | John Calhoun | 15 maggio 1828 – 18 dicembre 1828 |
| 21° (1829 – 1831)  | Democratico | Samuel Smith           | 13 marzo 1829 – 10 dicembre 1829 20 maggio 1830 – 31 dicembre 1830 1º marzo 1831 – 4 marzo 1831 | Maryland                        | John Calhoun | |
| 22° (1831 – 1833)  | Democratico | Samuel Smith           | 4 marzo 1831 – 11 dicembre 1831                                                                 | Maryland                        | John Calhoun | |
| 22° (1831 – 1833)  | | Littleton Tazewell     | Democratico                                                                                     | Virginia                        | John Calhoun | 9 luglio 1832 – 16 luglio 1832 |
| 22° (1831 – 1833)  | 3 dicembre 1832 – 4 marzo 1833 | Littleton Tazewell     | Democratico                                                                                     | Virginia                        | John Calhoun | |
| 22° (1831 – 1833)  | | Hugh Lawson White      | Democratico                                                                                     | Tennessee                       | Sede vacante | |
| 23° (1833 – 1835)  | 4 marzo 1833 – 15 dicembre 1833 | Hugh Lawson White      | Democratico                                                                                     | Tennessee                       | Martin Van Buren | |
| 23° (1833 – 1835)  | | George Poindexter      | Whig                                                                                            | Mississippi                     | Martin Van Buren | 28 giugno 1834 – 30 novembre 1834 |
| 23° (1833 – 1835)  | | John Tyler             | Whig                                                                                            | Virginia                        | Martin Van Buren | 3 marzo 1835 – 4 marzo 1835 |
| 24° (1835 – 1837)  | 4 marzo 1835 – 6 dicembre 1835 | John Tyler             | Whig                                                                                            | Virginia                        | Martin Van Buren | |
| 24° (1835 – 1837)  | | William R. King        | Democratico                                                                                     | Alabama                         | Martin Van Buren | 1º luglio 1836 – 4 dicembre 1836 28 gennaio 1837 – 4 marzo 1837                                                                                     |
| 25° (1837 – 1839)  | 7 marzo 1837 – 3 settembre 1837 13 ottobre 1837 – 3 dicembre 1837 2 luglio 1838 – 18 dicembre 1838 25 febbraio 1839 – 4 marzo 1839 | William R. King        | Democratico                                                                                     | Alabama                         | Richard Mentor Johnson | |
| 26° (1839 – 1841)  | 4 marzo 1839 – 26 dicembre 1839 3 luglio 1840 – 15 dicembre 1840 3 marzo 1841 | William R. King        | Democratico                                                                                     | Alabama                         | Richard Mentor Johnson | |
| 27° (1841 – 1843)  | 4 marzo 1841 | William R. King        | Democratico                                                                                     | Alabama                         | John Tyler | |
| 27° (1841 – 1843)  | | Samuel Southard        | Whig                                                                                            | New Jersey                      | 11 marzo 1841 – 31 maggio 1842 | Sede vacante |
| 27° (1841 – 1843)  | | Willie P. Mangum       | Whig                                                                                            | Carolina del Nord               | 31 maggio 1842 – 4 marzo 1843 | Sede vacante |
| 28° (1843 – 1845)  | 4 marzo 1843 – 4 marzo 1845 | Willie P. Mangum       | Whig                                                                                            | Carolina del Nord               | | Sede vacante |
| 29° (1845 – 1847)  | 4 marzo 1845 | Willie P. Mangum       | Whig                                                                                            | Carolina del Nord               | George M. Dallas | |
| 29° (1845 – 1847)  | | Ambrose H. Sevier      | Democratico                                                                                     | Arkansas                        | George M. Dallas | 27 dicembre 1845 |
| 29° (1845 – 1847)  | | David R. Atchison      | Democratico                                                                                     | Missouri                        | George M. Dallas | 8 agosto 1846 – 6 dicembre 1846 11 gennaio 1847 – 13 gennaio 1847 3 marzo 1847 – 4 marzo 1847                                                       |
| 30° (1847 – 1849)  | 4 marzo 1847 – 5 dicembre 1847 2 febbraio 1848 – 8 febbraio 1848 1º giugno 1848 – 14 giugno 1848 26 giugno 1848 – 29 giugno 1848 29 luglio 1848 – 4 dicembre 1848 26 dicembre 1848 – 1º gennaio 1849 2 marzo 1849 – 4 marzo 1849                                                                                             | David R. Atchison      | Democratico                                                                                     | Missouri                        | George M. Dallas | |
| 31° (1849 – 1851)  | 5 marzo 1849 16 marzo 1849 – 2 dicembre 1849 | David R. Atchison      | Democratico                                                                                     | Missouri                        | Millard Fillmore | |
| 31° (1849 – 1851)  | | William R. King        | Democratico                                                                                     | Alabama                         | Millard Fillmore | 6 maggio 1850 – 19 maggio 1850 11 luglio 1850 – 3 marzo 1851                                                                                        |
| 31° (1849 – 1851)  | Sede vacante | William R. King        | Democratico                                                                                     | Alabama                         | | 6 maggio 1850 – 19 maggio 1850 11 luglio 1850 – 3 marzo 1851                                                                                        |
| 32° (1851 – 1853)  | 4 marzo 1851 – 20 dicembre 1852 | William R. King        | Democratico                                                                                     | Alabama                         | | |
| 32° (1851 – 1853)  | | David R. Atchison      | Democratico                                                                                     | Missouri                        | 20 dicembre 1852 – 3 marzo 1853 | |
| 32° (1851 – 1853)  | William R. King | David R. Atchison      | Democratico                                                                                     | Missouri                        | 20 dicembre 1852 – 3 marzo 1853 | |
| 33° (1853 – 1855)  | 4 marzo 1853 - 4 dicembre 1854 | David R. Atchison      | Democratico                                                                                     | Missouri                        | | |
| 33° (1853 – 1855)  | 4 marzo 1853 - 4 dicembre 1854 | David R. Atchison      | Democratico                                                                                     | Missouri                        | Sede vacante | |
| 33° (1853 – 1855)  | | Lewis Cass             | Democratico                                                                                     | Michigan                        | 4 dicembre 1854 – 5 dicembre 1854 | |
| 33° (1853 – 1855)  | | Jesse D. Bright        | Democratico                                                                                     | Indiana                         | 5 dicembre 1854 – 4 marzo 1855 | |
| 34° (1855 – 1857)  | 4 marzo 1855 – 9 giugno 1856 | Jesse D. Bright        | Democratico                                                                                     | Indiana                         | | |
| 34° (1855 – 1857)  | | Charles E. Stuart      | Democratico                                                                                     | Michigan                        | 9 giugno 1856 – 10 giugno 1856 | |
| 34° (1855 – 1857)  | | Jesse D. Bright        | Democratico                                                                                     | Indiana                         | 11 giugno 1856 – 6 gennaio 1857 | |
| 34° (1855 – 1857)  | | James M. Mason         | Democratico                                                                                     | Virginia                        | 6 gennaio 1857 – 4 marzo 1857 | |
| 35° (1857 – 1859)  | 4 marzo 1857 | James M. Mason         | Democratico                                                                                     | Virginia                        | John C. Breckinridge | |
| 35° (1857 – 1859)  | | Thomas J. Rusk         | Democratico                                                                                     | Texas                           | John C. Breckinridge | 14 marzo 1857 – 29 luglio 1857 |
| 35° (1857 – 1859)  | | Benjamin Fitzpatrick   | Democratico                                                                                     | Alabama                         | John C. Breckinridge | 7 dicembre 1857 – 20 dicembre 1857 29 marzo 1858 – 2 maggio 1858 14 giugno 1858 – 5 dicembre 1858 19 gennaio 1859 25 gennaio 1859 – 9 febbraio 1859 |
| 36° (1859 – 1861)  | 9 marzo 1859 – 4 dicembre 1859 19 dicembre 1859 – 15 gennaio 1860 20 febbraio 1860 – 26 febbraio 1860 | Benjamin Fitzpatrick   | Democratico                                                                                     | Alabama                         | John C. Breckinridge | |
| 36° (1859 – 1861)  | | Jesse D. Bright        | Democratico                                                                                     | Indiana                         | John C. Breckinridge | 12 giugno 1860 – 13 giugno 1860 |
| 36° (1859 – 1861)  | | Benjamin Fitzpatrick   | Democratico                                                                                     | Alabama                         | John C. Breckinridge | 26 giugno 1860 – 2 dicembre 1860 |
| 36° (1859 – 1861)  | | Solomon Foot           | Repubblicano                                                                                    | Vermont                         | John C. Breckinridge | 16 febbraio 1861 – 17 febbraio 1861 |
| 36° (1859 – 1861)  | 23 marzo 1961 – 3 luglio 1861 18 luglio 1861 – 1º dicembre 1861 15 gennaio 1862 31 marzo 1862 – 21 maggio 1862 19 giugno 1862 – 12 dicembre 1862 18 febbraio 1863 – 3 marzo 1863 | Solomon Foot           | Repubblicano                                                                                    | Vermont                         | John C. Breckinridge | |
| 37° (1861 – 1863)  | Hannibal Hamlin | Solomon Foot           | Repubblicano                                                                                    | Vermont                         | | |
| 38° (1863 – 1865)  | Hannibal Hamlin | Solomon Foot           | Repubblicano                                                                                    | Vermont                         | 4 marzo 1863 – 6 dicembre 1863 18 dicembre 1863 – 20 dicembre 1863 23 febbraio 1864 11 marzo 1864 – 13 marzo 1864 11 aprile 1864 – 13 aprile 1864            | |
| 38° (1863 – 1865)  | Hannibal Hamlin |                        | Daniel Clark                                                                                    | Repubblicano                    | New Hampshire | 26 aprile 1864 – 4 gennaio 1865 9 febbraio 1865 – 19 febbraio 1865                                                                                  |
| 39° (1865 – 1867)  | Hannibal Hamlin |                        | Lafayette S. Foster                                                                             | Repubblicano                    | Connecticut | 7 marzo 1865 - 2 marzo 1867 |
| 39° (1865 – 1867)  | Andrew Johnson |                        | Lafayette S. Foster                                                                             | Repubblicano                    | Connecticut | 7 marzo 1865 - 2 marzo 1867 |
| 39° (1865 – 1867)  | | Benjamin F. Wade       | Repubblicano                                                                                    | Ohio                            | 2 marzo 1867 – 4 marzo 1867 | Sede vacante |
| 40° (1867 – 1869)  | 4 marzo 1867 – 4 marzo 1869 | Benjamin F. Wade       | Repubblicano                                                                                    | Ohio                            | | Sede vacante |
| 40° (1867 – 1869)  | 4 marzo 1867 – 4 marzo 1869 | Benjamin F. Wade       | Repubblicano                                                                                    | Ohio                            | Schuyler Colfax | |
| 41° (1869 – 1871)  | | Henry B. Anthony       | Repubblicano                                                                                    | Rhode Island                    | 23 marzo 1869 – 28 marzo 1869 9 aprile 1869 – 5 dicembre 1869 28 maggio 1870 – 2 giugno 1870 1º luglio 1870 – 5 luglio 1870 14 luglio 1870 – 4 dicembre 1870 | |
| 42° (1871 – 1873)  | 10 marzo 1871 – 12 marzo 1871 17 aprile 1871 – 9 maggio 1871 23 maggio 1871 – 3 dicembre 1871 21 dicembre 1871 – 7 gennaio 1872 23 febbraio 1872 – 25 febbraio 1872 8 giugno 1872 – 1º dicembre 1872 4 dicembre 1872 – 8 dicembre 1872 13 dicembre 1872 – 15 dicembre 1872 20 dicembre 1872 – 5 gennaio 1873 24 gennaio 1873 | Henry B. Anthony       | Repubblicano                                                                                    | Rhode Island                    | | |
| 43° (1873 – 1875)  | | Matthew H. Carpenter   | Repubblicano                                                                                    | Wisconsin                       | 12 marzo 1873 – 13 marzo 1873 26 marzo 1873 – 30 novembre 1873 11 dicembre 1873 – 6 dicembre 1874 23 dicembre 1874 – 4 gennaio 1875                          | Henry Wilson |
| 43° (1873 – 1875)  | | Henry B. Anthony       | Repubblicano                                                                                    | Rhode Island                    | 25 gennaio 1875 – 31 gennaio 1875 15 febbraio 1875 – 17 febbraio 1875                                                                                        | Henry Wilson |
| 44° (1875 – 1877)  | | Thomas W. Ferry        | Repubblicano                                                                                    | Michigan                        | 9 marzo 1875 – 10 marzo 1875 19 marzo 1875 – 4 marzo 1877 | Henry Wilson |
| 44° (1875 – 1877)  | Sede vacante | Thomas W. Ferry        | Repubblicano                                                                                    | Michigan                        | 9 marzo 1875 – 10 marzo 1875 19 marzo 1875 – 4 marzo 1877 | |
| 45° (1877 – 1879)  | 5 marzo 1877 26 febbraio 1878 – 3 marzo 1878 17 aprile 1878 – 1º dicembre 1878 3 marzo 1879 – 4 marzo 1879 | Thomas W. Ferry        | Repubblicano                                                                                    | Michigan                        | William A. Wheeler | |
| 46° (1879 – 1881)  | 4 marzo 1879 – 17 marzo 1879 | Thomas W. Ferry        | Repubblicano                                                                                    | Michigan                        | William A. Wheeler | |
| 46° (1879 – 1881)  | | Allen G. Thurman       | Democratico                                                                                     | Ohio                            | William A. Wheeler | 15 aprile 1879 – 30 novembre 1879 7 aprile 1880 – 14 aprile 1880 6 maggio 1880 – 5 dicembre 1880                                                    |
| 46° (1879 – 1881)  | Chester Arthur | Allen G. Thurman       | Democratico                                                                                     | Ohio                            | | 15 aprile 1879 – 30 novembre 1879 7 aprile 1880 – 14 aprile 1880 6 maggio 1880 – 5 dicembre 1880                                                    |
| 47° (1881 – 1883)  | | Thomas F. Bayard, Sr.  | Democratico                                                                                     | Delaware                        | 10 ottobre 1881 – 13 ottobre 1881 | Sede vacante |
| 47° (1881 – 1883)  | | David Davis            | Indipendente                                                                                    | Illinois                        | 13 ottobre 1881 – 3 marzo 1883 | Sede vacante |
| 47° (1881 – 1883)  | | George F. Edmunds      | Repubblicano                                                                                    | Vermont                         | 3 marzo 1883 – 4 marzo 1883 | Sede vacante |
| 48° (1883 – 1885)  | 4 marzo 1883 – 4 marzo 1885 | George F. Edmunds      | Repubblicano                                                                                    | Vermont                         | | Sede vacante |
| 48° (1883 – 1885)  | 4 marzo 1883 – 4 marzo 1885 | George F. Edmunds      | Repubblicano                                                                                    | Vermont                         | Thomas Hendricks | |
| 49° (1885 – 1887)  | | John Sherman           | Repubblicano                                                                                    | Ohio                            | 7 dicembre 1885 – 26 febbraio 1887 | Sede vacante |
| 49° (1885 – 1887)  | | John James Ingalls     | Repubblicano                                                                                    | Kansas                          | 26 febbraio 1887 – 4 marzo 1887 | Sede vacante |
| 50° (1887 – 1889)  | 4 marzo 1887 – 4 dicembre 1887 5 dicembre 1887 – 3 marzo 1889 | John James Ingalls     | Repubblicano                                                                                    | Kansas                          | | Sede vacante |
| 51° (1889 – 1891)  | 17 marzo 1889 2 aprile 1889 – 1º dicembre 1889 5 dicembre 1889 – 10 dicembre 1889 28 febbraio 1890 – 18 marzo 1890 3 aprile 1890 – 2 marzo 1891 | John James Ingalls     | Repubblicano                                                                                    | Kansas                          | Levi P. Morton | |
| 51° (1889 – 1891)  | | Charles F. Manderson   | Repubblicano                                                                                    | Nebraska                        | Levi P. Morton | 2 marzo 1891 – 4 marzo 1891 |
| 52° (1891 – 1893)  | 4 marzo 1891 – 4 marzo 1893 | Charles F. Manderson   | Repubblicano                                                                                    | Nebraska                        | Levi P. Morton | |
| 53° (1893 – 1895)  | 4 marzo 1893 – 22 marzo 1893 | Charles F. Manderson   | Repubblicano                                                                                    | Nebraska                        | Adlai Stevenson I | |
| 53° (1893 – 1895)  | | Isham G. Harris        | Democratico                                                                                     | Tennessee                       | Adlai Stevenson I | 22 marzo 1893 – 7 gennaio 1895 |
| 53° (1893 – 1895)  | | Matt W. Ransom         | Democratico                                                                                     | Carolina del Nord               | Adlai Stevenson I | 7 gennaio 1895 – 10 gennaio 1895 |
| 53° (1893 – 1895)  | | Isham G. Harris        | Democratico                                                                                     | Tennessee                       | Adlai Stevenson I | 10 gennaio 1895 – 4 marzo 1895 |
| 54° (1895 – 1897)  | | William P. Frye        | Repubblicano                                                                                    | Maine                           | Adlai Stevenson I | 7 febbraio 1896 – 4 marzo 1897 |
| 55° (1897 – 1899)  | 4 marzo 1897 – 4 marzo 1899 | William P. Frye        | Repubblicano                                                                                    | Maine                           | Garret Hobart | |
| 56° (1899 – 1901)  | 4 marzo 1899 – 4 marzo 1901 | William P. Frye        | Repubblicano                                                                                    | Maine                           | Garret Hobart | |
| 56° (1899 – 1901)  | 4 marzo 1899 – 4 marzo 1901 | William P. Frye        | Repubblicano                                                                                    | Maine                           | Sede vacante | |
| 57° (1901 – 1903)  | 4 marzo 1901 – 4 marzo 1903 | William P. Frye        | Repubblicano                                                                                    | Maine                           | Theodore Roosevelt | |
| 57° (1901 – 1903)  | 4 marzo 1901 – 4 marzo 1903 | William P. Frye        | Repubblicano                                                                                    | Maine                           | Sede vacante | |
| 58° (1903 – 1905)  | 4 marzo 1903 – 4 marzo 1905 | William P. Frye        | Repubblicano                                                                                    | Maine                           | | |
| 59° (1905 – 1907)  | 4 marzo 1905 – 4 marzo 1907 | William P. Frye        | Repubblicano                                                                                    | Maine                           | Charles W. Fairbanks | |
| 60° (1907 – 1909)  | 4 marzo 1907 – 4 marzo 1909 | William P. Frye        | Repubblicano                                                                                    | Maine                           | Charles W. Fairbanks | |
| 61° (1909 – 1911)  | 4 marzo 1909 – 4 marzo 1911 | William P. Frye        | Repubblicano                                                                                    | Maine                           | James S. Sherman | |
| 62° (1911 – 1913)  | 4 marzo 1911 – 27 aprile 1911 | William P. Frye        | Repubblicano                                                                                    | Maine                           | James S. Sherman | |
| 62° (1911 – 1913)  | | Augustus O. Bacon      | Democratico                                                                                     | Georgia                         | James S. Sherman | 14 agosto 1911 |
| 62° (1911 – 1913)  | | Charles Curtis         | Repubblicano                                                                                    | Kansas                          | James S. Sherman | 4 dicembre 1911 – 12 dicembre 1911 |
| 62° (1911 – 1913)  | | Augustus O. Bacon      | Democratico                                                                                     | Georgia                         | James S. Sherman | 15 gennaio 1912 – 17 gennaio 1912 |
| 62° (1911 – 1913)  | | Jacob H. Gallinger     | Repubblicano                                                                                    | New Hampshire                   | James S. Sherman | 12 febbraio 1912 – 14 febbraio 1912 |
| 62° (1911 – 1913)  | | Augustus O. Bacon      | Democratico                                                                                     | Georgia                         | James S. Sherman | 11 marzo 1912 – 12 marzo 1912 |
| 62° (1911 – 1913)  | | Frank B. Brandegee     | Repubblicano                                                                                    | Connecticut                     | James S. Sherman | 25 marzo 1912 – 26 marzo 1912 |
| 62° (1911 – 1913)  | | Augustus O. Bacon      | Democratico                                                                                     | Georgia                         | James S. Sherman | 8 aprile 1912 26 aprile 1912 – 27 aprile 1912 7 maggio 1912 10 maggio 1912                                                                          |
| 62° (1911 – 1913)  | | Henry Cabot Lodge      | Repubblicano                                                                                    | Massachusetts                   | James S. Sherman | 25 maggio 1912 |
| 62° (1911 – 1913)  | | Augustus O. Bacon      | Democratico                                                                                     | Georgia                         | James S. Sherman | 30 maggio 1912 – 3 giugno 1912 13 giugno 1912 – 5 luglio 1912                                                                                       |
| 62° (1911 – 1913)  | | Jacob H. Gallinger     | Repubblicano                                                                                    | New Hampshire                   | James S. Sherman | 6 luglio 1912 – 31 luglio 1912 |
| 62° (1911 – 1913)  | | Augustus O. Bacon      | Democratico                                                                                     | Georgia                         | James S. Sherman | 1º agosto 1912 – 10 agosto 1912 |
| 62° (1911 – 1913)  | | Jacob H. Gallinger     | Repubblicano                                                                                    | New Hampshire                   | James S. Sherman | 12 agosto 1912 – 26 agosto 1912 |
| 62° (1911 – 1913)  | | Augustus O. Bacon      | Democratico                                                                                     | Georgia                         | 27 agosto 1912 – 15 dicembre 1912 | Sede vacante |
| 62° (1911 – 1913)  | | Jacob H. Gallinger     | Repubblicano                                                                                    | New Hampshire                   | 16 dicembre 1912 4 gennaio 1913 | Sede vacante |
| 62° (1911 – 1913)  | | Augustus O. Bacon      | Democratico                                                                                     | Georgia                         | 5 gennaio 1913 – 18 gennaio 1913 | Sede vacante |
| 62° (1911 – 1913)  | | Jacob H. Gallinger     | Repubblicano                                                                                    | New Hampshire                   | 19 gennaio 1913 – 1º febbraio 1913 | Sede vacante |
| 62° (1911 – 1913)  | | Augustus O. Bacon      | Democratico                                                                                     | Georgia                         | 2 febbraio 1913 – 15 febbraio 1913 | Sede vacante |
| 62° (1911 – 1913)  | | Jacob H. Gallinger     | Repubblicano                                                                                    | New Hampshire                   | 16 febbraio 1913 – 4 marzo 1913 | Sede vacante |
| 63° (1913 – 1915)  | | James Paul Clarke      | Democratico                                                                                     | Arkansas                        | 13 marzo 1913 – 4 marzo 1915 | Thomas R. Marshall |
| 64° (1915 – 1917)  | 4 marzo 1915 – 1º ottobre 1916 | James Paul Clarke      | Democratico                                                                                     | Arkansas                        | | Thomas R. Marshall |
| 64° (1915 – 1917)  | | Willard Saulsbury, Jr. | Democratico                                                                                     | Delaware                        | 14 dicembre 1916 – 4 marzo 1917 | Thomas R. Marshall |
| 65° (1917 – 1919)  | 4 marzo 1917 – 4 marzo 1919 | Willard Saulsbury, Jr. | Democratico                                                                                     | Delaware                        | | Thomas R. Marshall |
| 66° (1919 – 1921)  | | Albert B. Cummins      | Repubblicano                                                                                    | Iowa                            | 19 maggio 1919 – 4 marzo 1921 | Thomas R. Marshall |
| 67° (1921 – 1923)  | 4 marzo 1921 – 4 marzo 1923 | Albert B. Cummins      | Repubblicano                                                                                    | Iowa                            | Calvin Coolidge | |
| 68° (1923 – 1925)  | 4 marzo 1923 – 4 marzo 1925 | Albert B. Cummins      | Repubblicano                                                                                    | Iowa                            | Calvin Coolidge | |
|                    | 4 marzo 1923 – 4 marzo 1925 | Albert B. Cummins      | Repubblicano                                                                                    | Iowa                            | Sede vacante | |
| 69° (1925 – 1927)  | 4 marzo 1925 – 6 marzo 1925 | Albert B. Cummins      | Repubblicano                                                                                    | Iowa                            | Charles Dawes | |
| 69° (1925 – 1927)  | | George H. Moses        | Repubblicano                                                                                    | New Hampshire                   | Charles Dawes | 6 marzo 1925 – 4 marzo 1927 |
| 70° (1927 – 1929)  | 4 marzo 1927 – 4 marzo 1929 | George H. Moses        | Repubblicano                                                                                    | New Hampshire                   | Charles Dawes | |
| 71° (1929 – 1931)  | 4 marzo 1929 – 4 marzo 1931 | George H. Moses        | Repubblicano                                                                                    | New Hampshire                   | Charles Curtis | |
| 72° (1931 – 1933)  | 4 marzo 1931 – 4 marzo 1933 | George H. Moses        | Repubblicano                                                                                    | New Hampshire                   | Charles Curtis | |
| 73° (1933 – 1935)  | | Key Pittman            | Democratico                                                                                     | Nevada                          | 9 marzo 1933 – 3 gennaio 1935 | John Nance Garner |
| 74° (1935 – 1937)  | 3 gennaio 1935 – 3 gennaio 1937 | Key Pittman            | Democratico                                                                                     | Nevada                          | | John Nance Garner |
| 75° (1937 – 1939)  | 3 gennaio 1937 – 3 gennaio 1939 | Key Pittman            | Democratico                                                                                     | Nevada                          | | John Nance Garner |
| 76° (1939 – 1941)  | 3 gennaio 1939 – 10 novembre 1940 | Key Pittman            | Democratico                                                                                     | Nevada                          | | John Nance Garner |
| 76° (1939 – 1941)  | | William H. King        | Democratico                                                                                     | Utah                            | 19 novembre 1940 – 3 gennaio 1941 | John Nance Garner |
| 77° (1941 – 1943)  | | Pat Harrison           | Democratico                                                                                     | Mississippi                     | 6 gennaio 1941 – 22 giugno 1941 | John Nance Garner |
| 77° (1941 – 1943)  | Henry A. Wallace | Pat Harrison           | Democratico                                                                                     | Mississippi                     | 6 gennaio 1941 – 22 giugno 1941 | |
| 77° (1941 – 1943)  | | Carter Glass           | Democratico                                                                                     | Virginia                        | 11 luglio 1941 – 3 gennaio 1943 | |
| 78° (1943 – 1945)  | 3 gennaio 1943 – 2 gennaio 1945 | Carter Glass           | Democratico                                                                                     | Virginia                        | | |
| 79° (1945 – 1947)  | | Kenneth McKellar       | Democratico                                                                                     | Tennessee                       | 6 gennaio 1945 – 3 gennaio 1947 | Harry Truman |
| 79° (1945 – 1947)  | Sede vacante | Kenneth McKellar       | Democratico                                                                                     | Tennessee                       | 6 gennaio 1945 – 3 gennaio 1947 | |
| 80° (1947 – 1949)  | 3 gennaio 1947 – 4 gennaio 1947 | Kenneth McKellar       | Democratico                                                                                     | Tennessee                       | | |
| 80° (1947 – 1949)  | | Arthur H. Vandenberg   | Repubblicano                                                                                    | Michigan                        | 4 gennaio 1947 – 3 gennaio 1949 | |
| 81° (1949 – 1951)  | | Kenneth McKellar       | Democratico                                                                                     | Tennessee                       | 3 gennaio 1949 – 3 gennaio 1951 | |
| 81° (1949 – 1951)  | Alben W. Barkley | Kenneth McKellar       | Democratico                                                                                     | Tennessee                       | 3 gennaio 1949 – 3 gennaio 1951 | |
| 82° (1951 – 1953)  | 3 gennaio 1951 – 3 gennaio 1953 | Kenneth McKellar       | Democratico                                                                                     | Tennessee                       | | |
| 83° (1953 – 1955)  | | Styles Bridges         | Repubblicano                                                                                    | New Hampshire                   | 3 gennaio 1953 – 3 gennaio 1955 | |
| 83° (1953 – 1955)  | Richard Nixon | Styles Bridges         | Repubblicano                                                                                    | New Hampshire                   | 3 gennaio 1953 – 3 gennaio 1955 | |
| 84° (1955 – 1957)  | | Walter F. George       | Democratico                                                                                     | Georgia                         | 5 gennaio 1955 – 2 gennaio 1957 | |
| 85° (1957 – 1959)  | | Carl Hayden            | Democratico                                                                                     | Arizona                         | 3 gennaio 1957 – 3 gennaio 1959 | |
| 86° (1959 – 1961)  | 3 gennaio 1959 – 3 gennaio 1961 | Carl Hayden            | Democratico                                                                                     | Arizona                         | | |
| 87° (1961 – 1963)  | 3 gennaio 1961 – 3 gennaio 1963 | Carl Hayden            | Democratico                                                                                     | Arizona                         | | |
| 87° (1961 – 1963)  | 3 gennaio 1961 – 3 gennaio 1963 | Carl Hayden            | Democratico                                                                                     | Arizona                         | Lyndon B. Johnson | |
| 88° (1963 – 1965)  | 3 gennaio 1963 – 3 gennaio 1965 | Carl Hayden            | Democratico                                                                                     | Arizona                         | | |
| 88° (1963 – 1965)  | 3 gennaio 1963 – 3 gennaio 1965 | Carl Hayden            | Democratico                                                                                     | Arizona                         | Sede vacante | |
| 89° (1965 – 1967)  | 3 gennaio 1965 – 3 gennaio 1967 | Carl Hayden            | Democratico                                                                                     | Arizona                         | | |
| 89° (1965 – 1967)  | 3 gennaio 1965 – 3 gennaio 1967 | Carl Hayden            | Democratico                                                                                     | Arizona                         | Hubert Humphrey | |
| 90° (1967 – 1969)  | 3 gennaio 1967 – 3 gennaio 1969 | Carl Hayden            | Democratico                                                                                     | Arizona                         | | |
| 91° (1969 – 1971)  | | Richard B. Russell     | Democratico                                                                                     | Georgia                         | 3 gennaio 1969 – 3 gennaio 1971 | |
| 91° (1969 – 1971)  | Spiro Agnew | Richard B. Russell     | Democratico                                                                                     | Georgia                         | 3 gennaio 1969 – 3 gennaio 1971 | |
| 92° (1971 – 1973)  | 3 gennaio 1971 – 21 gennaio 1971 | Richard B. Russell     | Democratico                                                                                     | Georgia                         | | |
| 92° (1971 – 1973)  | | Allen J. Ellender      | Democratico                                                                                     | Louisiana                       | 21 gennaio 1971 – 27 luglio 1972 | |
| 92° (1971 – 1973)  | | James Eastland         | Democratico                                                                                     | Mississippi                     | 28 luglio 1972 – 3 gennaio 1973 | |
| 93° (1973 – 1975)  | 3 gennaio 1973 – 3 gennaio 1975 | James Eastland         | Democratico                                                                                     | Mississippi                     | | |
| 93° (1973 – 1975)  | 3 gennaio 1973 – 3 gennaio 1975 | James Eastland         | Democratico                                                                                     | Mississippi                     | Sede vacante | |
| 93° (1973 – 1975)  | 3 gennaio 1973 – 3 gennaio 1975 | James Eastland         | Democratico                                                                                     | Mississippi                     | Gerald Ford | |
| 94° (1975 – 1977)  | 3 gennaio 1975 – 3 gennaio 1977 | James Eastland         | Democratico                                                                                     | Mississippi                     | | |
| 94° (1975 – 1977)  | 3 gennaio 1975 – 3 gennaio 1977 | James Eastland         | Democratico                                                                                     | Mississippi                     | Sede vacante | |
| 94° (1975 – 1977)  | 3 gennaio 1975 – 3 gennaio 1977 | James Eastland         | Democratico                                                                                     | Mississippi                     | Nelson Rockefeller | |
| 95° (1977 – 1979)  | 3 gennaio 1977 – 27 dicembre 1978 | James Eastland         | Democratico                                                                                     | Mississippi                     | | |
| 95° (1977 – 1979)  | 3 gennaio 1977 – 27 dicembre 1978 | James Eastland         | Democratico                                                                                     | Mississippi                     | Walter Mondale | |
| 96° (1979 – 1981)  | | Warren Magnuson        | Democratico                                                                                     | Washington                      | 3 gennaio 1979 – 5 dicembre 1980 | |
| 96° (1979 – 1981)  | | Milton Young           | Repubblicano                                                                                    | Dakota del Nord                 | 5 dicembre 1980 | |
| 96° (1979 – 1981)  | | Warren Magnuson        | Democratico                                                                                     | Washington                      | 5 dicembre 1980 – 3 gennaio 1981 | |
| 97° (1981 – 1983)  | | Strom Thurmond         | Repubblicano                                                                                    | Carolina del Sud                | 3 gennaio 1981 – 3 gennaio 1983 | |
| 97° (1981 – 1983)  | George H. W. Bush | Strom Thurmond         | Repubblicano                                                                                    | Carolina del Sud                | 3 gennaio 1981 – 3 gennaio 1983 | |
| 98° (1983 – 1985)  | 3 gennaio 1983 – 3 gennaio 1985 | Strom Thurmond         | Repubblicano                                                                                    | Carolina del Sud                | | |
| 99° (1985 – 1987)  | 3 gennaio 1985 – 3 gennaio 1987 | Strom Thurmond         | Repubblicano                                                                                    | Carolina del Sud                | | |
| 100° (1987 – 1989) | | John C. Stennis        | Democratico                                                                                     | Mississippi                     | 3 gennaio 1987 – 3 gennaio 1989 | |
| 101° (1989 – 1991) | | Robert Byrd            | Democratico                                                                                     | Virginia Occidentale            | 3 gennaio 1989 – 3 gennaio 1991 | |
| 101° (1989 – 1991) | Dan Quayle | Robert Byrd            | Democratico                                                                                     | Virginia Occidentale            | 3 gennaio 1989 – 3 gennaio 1991 | |
| 102° (1991 – 1993) | 3 gennaio 1991 – 3 gennaio 1993 | Robert Byrd            | Democratico                                                                                     | Virginia Occidentale            | | |
| 103° (1993 – 1995) | 3 gennaio 1993 – 3 gennaio 1995 | Robert Byrd            | Democratico                                                                                     | Virginia Occidentale            | | |
| 103° (1993 – 1995) | 3 gennaio 1993 – 3 gennaio 1995 | Robert Byrd            | Democratico                                                                                     | Virginia Occidentale            | Al Gore | |
| 104° (1995 – 1997) | | Strom Thurmond         | Repubblicano                                                                                    | Carolina del Sud                | 3 gennaio 1995 – 3 gennaio 1997 | |
| 105° (1997 – 1999) | 3 gennaio 1997 – 3 gennaio 1999 | Strom Thurmond         | Repubblicano                                                                                    | Carolina del Sud                | | |
| 106° (1999 – 2001) | 3 gennaio 1999 – 3 gennaio 2001 | Strom Thurmond         | Repubblicano                                                                                    | Carolina del Sud                | | |
| 107° (2001 – 2003) | | Robert Byrd            | Democratico                                                                                     | Virginia Occidentale            | 3 gennaio 2001 – 20 gennaio 2001 | |
| 107° (2001 – 2003) | | Strom Thurmond         | Repubblicano                                                                                    | Carolina del Sud                | 20 gennaio 2001 – 6 giugno 2001 | Dick Cheney |
| 107° (2001 – 2003) | | Robert Byrd            | Democratico                                                                                     | Virginia Occidentale            | 6 giugno 2001 – 3 gennaio 2003 | Dick Cheney |
| 108° (2003 – 2005) | | Ted Stevens            | Repubblicano                                                                                    | Alaska                          | 3 gennaio 2003 – 3 gennaio 2005 | Dick Cheney |
| 109° (2005 – 2007) | 3 gennaio 2005 – 3 gennaio 2007 | Ted Stevens            | Repubblicano                                                                                    | Alaska                          | | Dick Cheney |
| 110° (2007 – 2009) | | Robert Byrd            | Democratico                                                                                     | Virginia Occidentale            | 3 gennaio 2007 – 3 gennaio 2009 | Dick Cheney |
| 111° (2009 – 2011) | 3 gennaio 2009 – 28 giugno 2010 | Robert Byrd            | Democratico                                                                                     | Virginia Occidentale            | | Dick Cheney |
| 111° (2009 – 2011) | 3 gennaio 2009 – 28 giugno 2010 | Robert Byrd            | Democratico                                                                                     | Virginia Occidentale            | Joe Biden | |
| 111° (2009 – 2011) | | Daniel Inouye          | Democratico                                                                                     | Hawaii                          | 28 giugno 2010 – 3 gennaio 2011 | |
| 112° (2011 – 2013) | 3 gennaio 2011 – 17 dicembre 2012 | Daniel Inouye          | Democratico                                                                                     | Hawaii                          | | |
| 112° (2011 – 2013) | | Patrick Leahy          | Democratico                                                                                     | Vermont                         | 17 dicembre 2012 – 3 gennaio 2013 | |
| 113° (2013 – 2015) | 3 gennaio 2013 – 3 gennaio 2015 | Patrick Leahy          | Democratico                                                                                     | Vermont                         | | |
| 114° (2015 – 2017) | | Orrin Hatch            | Repubblicano                                                                                    | Utah                            | 3 gennaio 2015 – 3 gennaio 2017 | |
| 115° (2017 – 2019) | 3 gennaio 2017 – 3 gennaio 2019 | Orrin Hatch            | Repubblicano                                                                                    | Utah                            | | |
| 115° (2017 – 2019) | 3 gennaio 2017 – 3 gennaio 2019 | Orrin Hatch            | Repubblicano                                                                                    | Utah                            | Mike Pence | |
| 116° (2019 – 2021) | | Chuck Grassley         | Repubblicano                                                                                    | Iowa                            | 3 gennaio 2019 – 3 gennaio 2021 | |
| 117° (2021 – 2023) | 3 gennaio 2021 – 20 gennaio 2021 | Chuck Grassley         | Repubblicano                                                                                    | Iowa                            | | |
| 117° (2021 – 2023) | | Patrick Leahy          | Democratico                                                                                     | Vermont                         | 20 gennaio 2021 - 3 gennaio 2023 | Kamala Harris |
| 118° (2023 – 2025) | |                        |                                                                                                 |                                 | | Kamala Harris |
|                    | Patty Murray | Democratico            | Washington                                                                                      | 3 gennaio 2023 — 3 gennaio 2025 | | Kamala Harris |
| 119° (dal 2025)    | | Chuck Grassley         | Repubblicano                                                                                    | Iowa                            | 3 gennaio 2025 - in corso | Kamala Harris |
| 119° (dal 2025)    | J. D. Vance | Chuck Grassley         | Repubblicano                                                                                    | Iowa                            | 3 gennaio 2025 - in corso | |